# آلية الحماية المدنية في الاتحاد الأوربي
آلية الحماية المدنية في الاتحاد الأَوْرُبِّي (بالإنجليزية: Union Civil Protection Mechanism) يشير إلى اتفاقيات الاتحاد الأوربي التي تنظم زيادة التعاون بين أعضاء الاتحاد الأوروبي في حالة الكوارث. لا تعني هذه الآلية بالاستجابة للكوارث داخل الاتحاد الأوربي وخارجه فقط بل تتعلق بالوقاية والتأهب أيضًا. الجوهر الوظيفي للآلية هو مركز تنسيق تدابير الطوارئ .

## النشأة
تعود المحاولات الأولى لمثل هذه المفاهيم إلى الثمانينيات عندما بدأ الناس بعد الكوارث البيئية الكبرى في تكثيف التعاون وتنظيم التعاون الدولي.
ونتيجة لهذه الجهود توصل الاتحاد إلى أول اتفاق في أكتوبر 2001 حيث وضع وزراء داخلية الاتحاد الأوربي "آلية المجموعة لتعزيز التعاون المعزز في تدخلات الحماية المدنية" حُسِّنت هذه الآلية في عام 2007 عندما أعيدت صياغتها باسم "آلية المجتمع للحماية المدنية (إعادة صياغة)".
المشاركون في هذه العملية هم حاليًا 27 دولة عضو في الاتحاد الأوربي بالإضافة إلى دول الجبل الأسود والنُّروِج وإسلندة وصربية وتُركيَّة والبوسنة والهرسك ومقدونية الشمالية. يجري تطبيقه بناءً على طلب أي من هذه الدول لجهود الإغاثة المشتركة في حالة الكوارث الطبيعية أو الكوارث من صنع الإنسان. تُنسّق طلبات المساعدة خارج الاتحاد الأوربي بهذه الطريقة.

## الكوارث
استخدِمَت آلية الاتحاد الأورُبي أكثر من 420 مرة من عام 2001 إلى نوفمبر (تشرين الأول) 2020 بما في ذلك الكوارث التالية (مقتطفات):
- زلزال تشيلي (فبراير 2010)
- الفيضانات في المجر (مايو 2010) [4]
- كارثة الفيضانات في رومانيا (يوليو 2010) [5]
- خرق سد كُلُنتار (أكتوبر 2010)
- زلزال توهوكو 2011 (مارس 2011)
- انفجار في قبرص (يوليو 2011)
- حرائق الغابات في السويد ولَتِفية (يوليو 2018)
- حرائق الغابات في اليونان (يوليو 2018)
- جائحة فيروس كورونا 2019/2020
- زلزال زغرب 2020 (مارس 2020)
- كارثة انفجار مرفأ بيروت 2020 (آب 2020) [6]
- فيضانات أورُبّة الغربية والوسطى 2021
- حرائق الغابات في اليونان 2021
- غزو أوكرانيا 2022 [7]
- حرائق الغابات في فرنسا (أغسطس 2022 + تفعيل كُبرنِكُس )

## الوحدات
تحافظ الآلية على وحدات معيارية على مستوى أَورُبّة مع طاقم من المواد والمتخصصين ، والذين لديهم نقاط اتصال مختلفة في مكافحة الكوارث.
الوحدات هي:

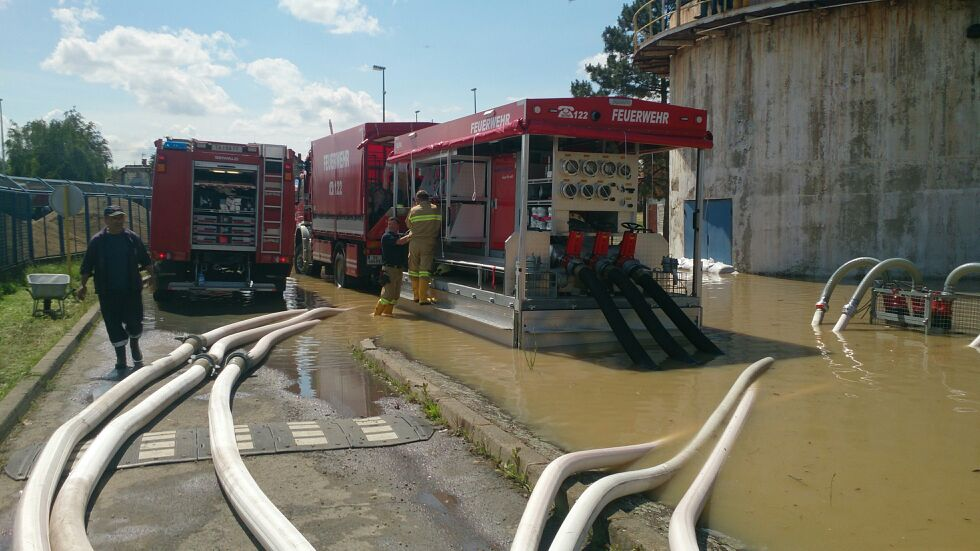
مضخة عالية الأداء لجمعية إطفاء ولاية سَلزبُرغ (النمسا) خلال فيضانات البلقان 2014

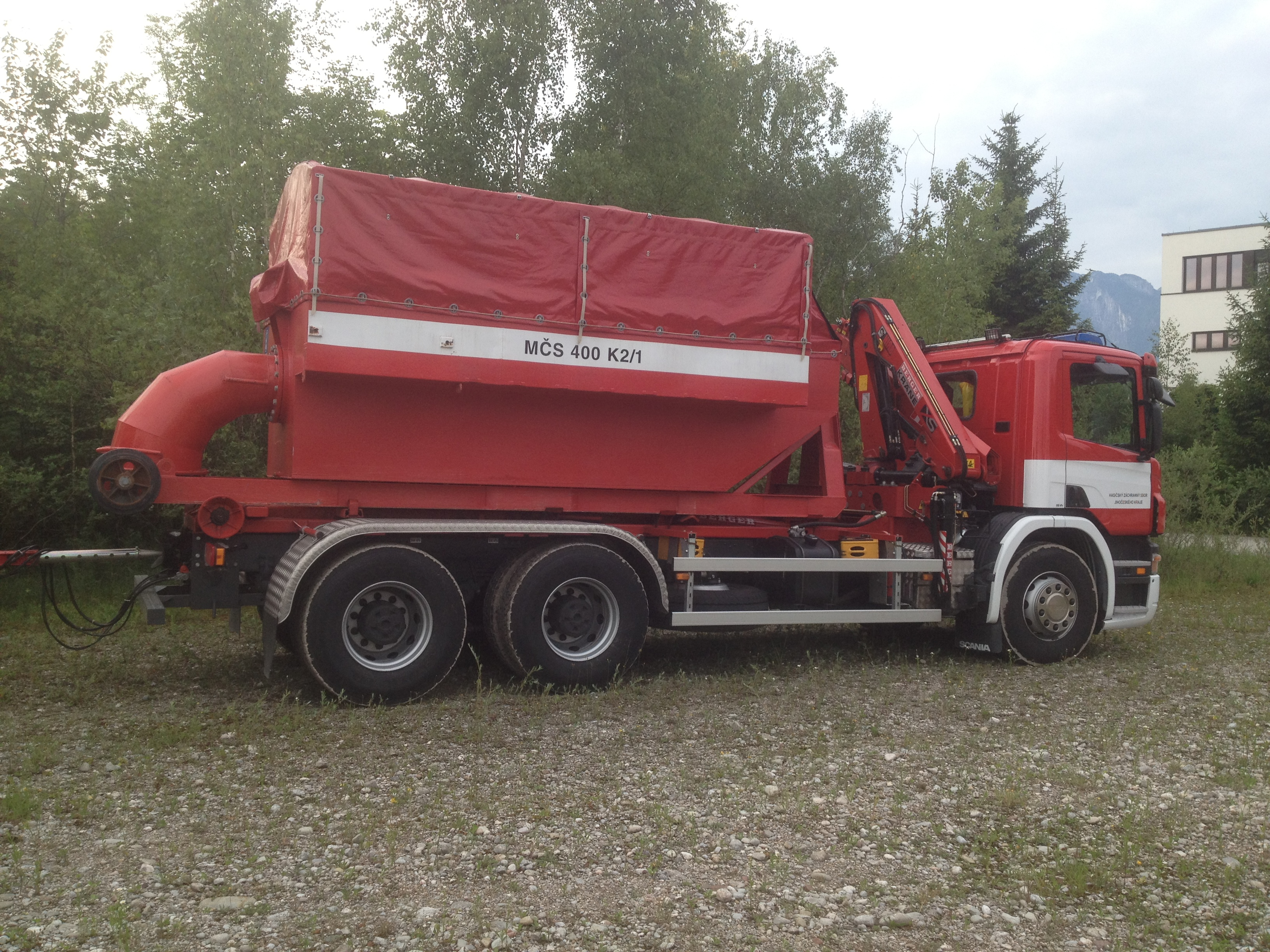
شاحنة بمضخة عائمة عالية الأداء من الإطفاء التشيكي

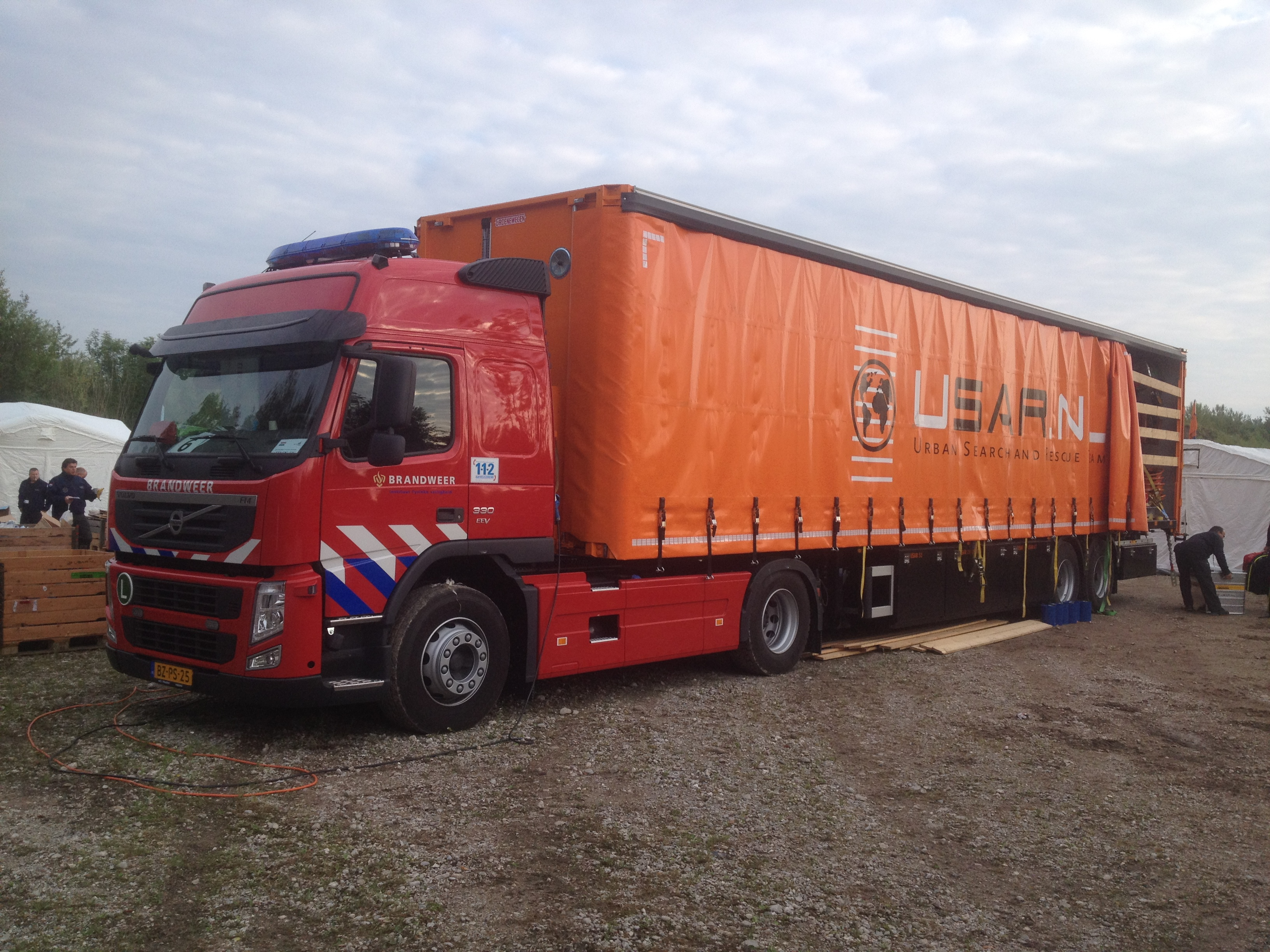
شاحنة بمعدات هولندة

- وحدة مكافحة حرائق الغابات الجوية باستخدام وحدة الحوّامات (FFFH)
- وحدة مكافحة حرائق الغابات الجوية باستخدام وحدة الطائرات (FFFP)
- المركز الطبي المتقدم (AMP)
- وظيفة طبية متقدمة مع وحدة جراحية (AMPS)
- وحدة المستشفى الميداني (FHOS)
- وحدة الإجلاء الجوي الطبي لضحايا الكوارث (MEVAC)
- وحدة الملاجئ المؤقتة في حالات الطوارئ (ETS)
- وحدة الكشف وأخذ العينات الكيميائية والبيولوجية والإشعاعية والنووية (CBRN) (CBRNDET)
- وحدة البحث والإنقاذ في الحالات الكيميائية والحيوية والإشعاعية والنووية (CBRNUSAR)
- وحدة ضخ عالية السعة (HCP)
- وحدة تنقية المياه (WP)
- البحث والإنقاذ في المناطق الحضرية المتوسطة (MUSAR)
- البحث والإنقاذ في المناطق الحضرية الثقيلة (HUSAR)
- احتواء الفيضانات (FC)
- مكافحة حرائق الغابات البرية (GFFF)
- مكافحة حرائق الغابات البرية باستخدام المركبات (GFFF-V)
- الإنقاذ من الفيضانات باستخدام القوارب (FRB)

تُقدم فرق الدعم الفني (TAST) وحدةَ دعمٍ للوحدات والخبرات المذكورة سابقًا.